# New Castle (Colorado)
New Castle es un pueblo ubicado en el condado de Garfield en el estado estadounidense de Colorado. En el año 2010 tenía una población de 4518 habitantes y una densidad poblacional de 740,66 personas por km².

## Geografía
New Castle se encuentra ubicada en las coordenadas 39°34′20″N 107°32′6″O / 39.57222, -107.53500.

## Demografía
Según la Oficina del Censo en 2000 los ingresos medios por hogar en la localidad eran de $55,000, y los ingresos medios por familia eran $58,889. Los hombres tenían unos ingresos medios de $39,597 frente a los $27,933 para las mujeres. La renta per cápita para la localidad era de $21,356. Alrededor del 4.4% de la población estaba por debajo del umbral de pobreza.